# Jardins de Jaume Vicens i Vives
Els jardins de Jaume Vicens i Vives es troben en el Districte de les Corts de Barcelona. Van ser creats en 1967 amb un projecte de Nicolau Maria Rubió i Tudurí, en principi com a jardí privat, encara que el 1990 van ser oberts al públic. Estan dedicats a l'historiador Jaume Vicens i Vives.

## Descripció

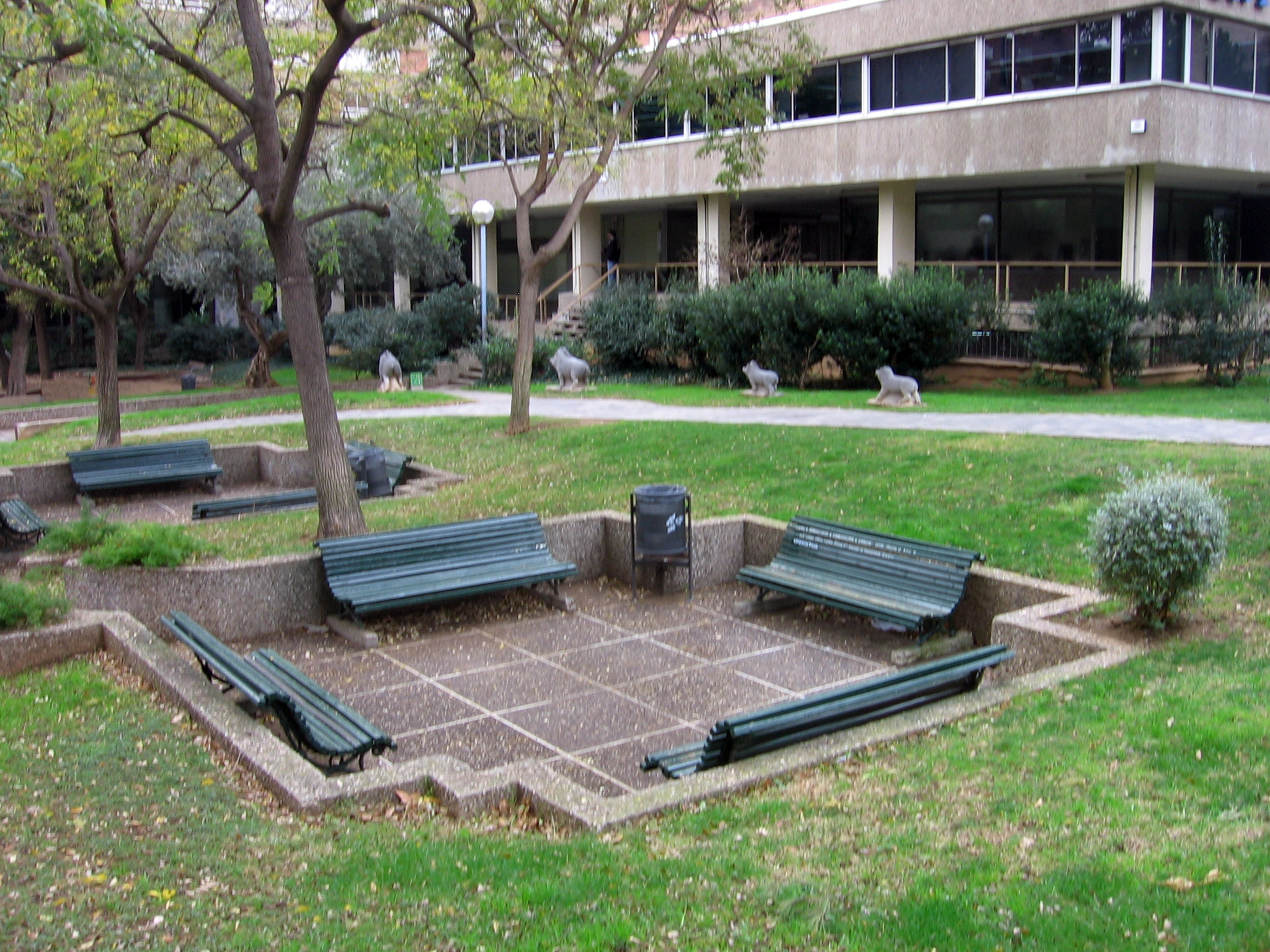
Placeta del jardí.

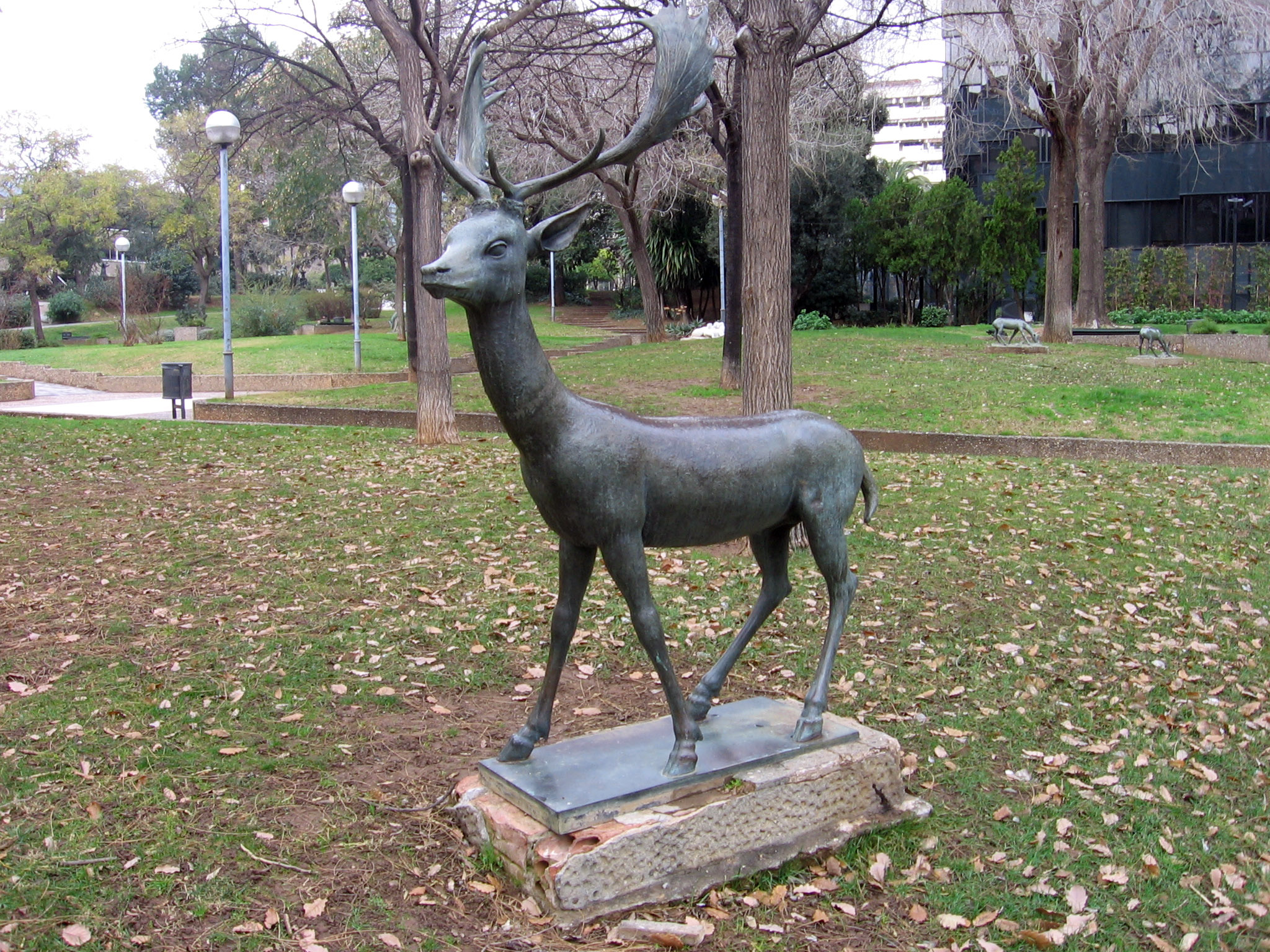
Una escultura dels jardins.

Els jardins es troben a l'Avinguda Diagonal, a l'interior d'una illa de cases envoltats d'edificis en tres dels seus quatre costats. Es tracta del conjunt immobiliari denominat Barcelona-2, realitzat el 1966. Els jardins van ser encarregats a Rubió i Tudurí, antic director de Parcs i jardins de Barcelona, que va elaborar un conjunt de parterres de gespa amb alguns arbres disseminats. Aquests parterres estan a una altura superior dels camins que travessen el parc, i en el seu interior va disposar diverses placetes de forma quadrangular amb bancs per asseure's, que són com a illes en el mar verd circumdant.
El promotor immobiliari, Manuel de la Quintana, va encarregar a l'escultor Frederic Marès la col·locació d'un conjunt d'escultures decoratives disseminades en tot el recinte enjardinat, totes elles amb figures d'animals. Es va instal·lar així un conjunt de 24 escultures exemptes, 12 de bronze, 9 de pedra i 3 de marbre, més dos relleus, un en pedra i un altre en marbre. Entre els animals representats, la majoria estan vinculats al tema de la caça, hi ha cérvols, ossos, senglars, cabirols, gaseles, daines i cabres, alguns d'ells actualment mutilats a causa d'actes vandàlics.